# Kýšovice
Kýšovice (deutsch Gaischwitz) ist ein Ortsteil der Stadt Výsluní in Tschechien.

## Geographie
Kýšovice liegt anderthalb Kilometer nordöstlich von Výsluní und gehört zum Okres Chomutov. Die Ortslage erstreckt sich am Südhang des Kýšovický vrch (Gaischwitzer Berg, 789 m) auf dem Kamm des Erzgebirges. Der Ort liegt in einer großen Schleife des Baches Prunéřovský potok um den Kýšovický vrch. Gegen Osten und Süden bildet der Bach ein Felsental, in dem auch der Wasserfall Kýšovický vodopád liegt.
Nachbarorte sind Hora Svatého Šebestiána und Nová Ves im Norden, Celná und Křimov im Nordosten, Nebovazy und Lideň im Osten, Vysoká und Blahuňov im Südosten, Vysoká Jedle und Úbočí im Süden, Výsluní und Sobětice im Südwesten, Nové Domky im Westen sowie Satzung im Nordwesten.

## Geschichte

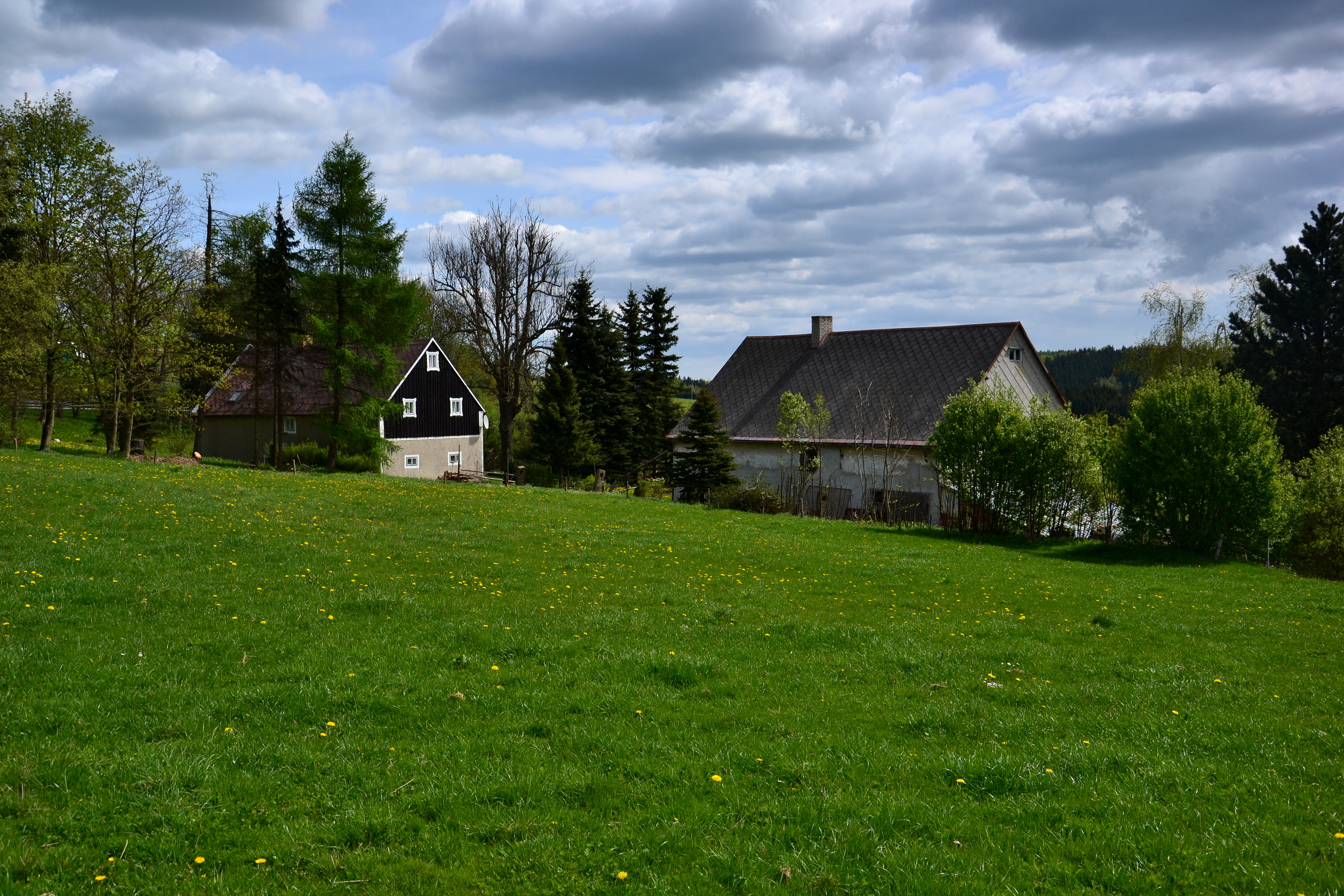
Häuser in Kýšovice

Die erste schriftliche Erwähnung von Kýšovice wird in deutscher Literatur auf das Jahr 1183 datiert; Antonín Profous ging von einer Ersterwähnung im Jahre 1367 aus. Der Name des Dorfes leitet sich vom Familiennamen Kýša her und wurde bereits im 14. Jahrhundert in Gaischwitz eingedeutscht. Zu dieser Zeit gehörte der Ort zu den Besitzungen der Herren von Schönburg im Hassensteiner Anteil der Preßnitzer Güter. Für seine Verdienste bei der Einnahme der Burg Hassenstein im Jahre 1417 wurde Nikolaus von Lobkowicz mit der Herrschaft belegt. Seit 1466 bestand in Gaischwitz ein Erbgericht. Bei der Erbteilung von 1518 fiel der Besitz Wenzel Popel von Lobkowicz zu. Er verkaufte die Güter 1519 an seinen Bruder Wilhelm Popel von Lobkowicz. Von diesem erwarben 1533 die Grafen Schlick den Besitz, den sie bis 1545 hielten. Danach fiel Gaischwitz der Böhmischen Kammer zu. In der Mitte des 16. Jahrhunderts erwarb Bohuslav Felix von Lobkowitz und Hassenstein den Sonnenberger Anteil der Preßnitzer Güter einschließlich Gaischwitz. 1594 wurden die dem in Ungnade gefallenen Georg Popel von Lobkowicz gehörigen Güter konfisziert. Zu dieser Zeit bestand Gaischwitz aus 10 Untertanen.
Mit der Abtrennung des Sonnenberger Anteils von der Herrschaft Hassenstein wurde Gaischwitz 1606 an die Herrschaft Preßnitz (Přísečnice) angeschlossen. Im Laufe der Zeit waren die Privilegien des Gaischwitzer Erbrichters erweitert worden und umfassten zu Beginn des 17. Jahrhunderts das Braurecht, den Bierschank, die Gastung, die Ausübung von Handwerk, die Schlachtung und das Backrecht. Zudem war auch das Dorf Zobietitz dem Gaischwitzer Richter unterstellt. Die Seelenliste von 1651 verzeichnet den 45-Jährigen Freibauern Tobias Barth als Richter. Dessen Sohn Christoph übernahm spätestens 1674 das Amt von ihm. In der berní rula von 1654 sind für Gaischwitz elf Bauern, ein Fuhrmann und drei Chalupner ausgewiesen. Schul- und Pfarrort war die Bergstadt Sonnenberg. Im Zuge der Raabisation wurde 1777 Grund und Boden gegen ein Nutzungsentgelt an die Untertanen verteilt. 1798 kaufte die Böhmische Kammer das Erbgericht und verpachtete es nachfolgend. Im Jahre 1800 lebten in dem Dorf 157 Menschen.
Nach der Aufhebung der Patrimonialherrschaften bildete Gaischwitz einschließlich der im Tal des Brunnersdorfer Baches gelegenen Flecklmühle ab 1850 einen Ortsteil der Gemeinde Zobietitz/Sobětice in der Bezirkshauptmannschaft Kaaden. 1906 wurde das Dorf dem neuen Bezirk Preßnitz zugeordnet. Seit 1923 ist der tschechische Name Kýšovice gebräuchlich.
Nach dem Münchner Abkommen wurde das Dorf 1938 dem Deutschen Reich zugeschlagen und gehörte bis 1945 zum Landkreis Preßnitz, dessen Auflösung zwar 1939 verkündet, aber bis zum Ende des Zweiten Weltkrieges nicht durchgeführt wurde. Als Teil der Gemeinde Zobietitz sollte Gaischwitz dabei dem Landkreis Komotau zufallen. Nach dem Ende des Krieges kam Kýšovice zur Tschechoslowakei zurück und die deutschen Bewohner wurden vertrieben. 1947 lebten in den 27 Häusern von Kýšovice nur noch 41 Menschen. Im Jahre 1951 wurde Kýšovice zusammen mit Sobětice nach Výsluní eingemeindet. 1959 erfolgte der Abriss der Kapelle und zahlreicher unbewohnter Häuser. Mit Beginn des Jahres 1979 verlor Kýšovice, das inzwischen gänzlich unbewohnt war, seinen Status als Ortsteil. Seit 1999 ist Kýšovice wieder amtlich als Ortsteil von Výsluní registriert. Bei den Erhebungen von 1980, 1991, 2001 und 2011 zählte das Dorf keine ständigen Einwohner.

## Entwicklung der Einwohnerzahl
| Jahr | Einwohnerzahl |
| ---- | ------------- |
| 1869 | 214           |
| 1880 | 157           |
| 1890 | 140           |
| 1900 | 143           |
| 1910 | 154           |

| Jahr | Einwohnerzahl |
| ---- | ------------- |
| 1921 | 162           |
| 1930 | 149           |
| 1950 | 44            |
| 1961 | 18            |
| 1970 | 5             |

| Jahr | Einwohnerzahl |
| ---- | ------------- |
| 1980 | 0             |
| 1991 | 0             |
| 2001 | 0             |
| 2011 | 0             |

## Sehenswürdigkeiten
- Felsental des Prunéřovský potok mit dem Wasserfall Kýšovický vodopád
- Felsformation Myší díra, nördlich des Ortes, ebenfalls am Prunéřovský potok

## Ehemalige Bauwerke
- Die seit 1767 nachweisbare Kapelle am ehemaligen Dorfplatz wurde 1959 abgerissen.